# Sanabares de Pàrtia
Sanabares fou un pretendent al tron de Pàrtia, que va governar la regió nord-oriental des d'aproximadament el 51 fins al 65.
A la part oriental, a la Pàrtia pròpia (a l'actual regió de Merw) s'han trobat monedes Sanabares datades entre el 51 i el 65, és a dir gairebé tot el regnat de Vologès. No es coneix res més d'aquest rei, però cal suposar que Vologès I de Pàrtia el va eliminar vers el 65.
| Rebel·lat contra: Vologès I | Imperi Part | Derrotat per: Vologès I |